# Maia, Ialomița
Maia (în trecut, Maia Catargiului) este o comună în județul Ialomița, Muntenia, România, formată numai din satul de reședință cu același nume.

## Așezare
Comuna se află în nord-vestul județului, la limita cu județul Ilfov, pe malul drept al râului Prahova. Este străbătută de șoseaua județeană DJ101B, care o leagă spre est de Adâncata, și spre vest de Rădulești, apoi în județul Ilfov de Nuci, Gruiu, Snagov (unde se intersectează cu DN1), Periș, apoi în județul Dâmbovița de Niculești și Butimanu (unde se termină în DN1A).

## Demografie
Componența etnică a comunei Maia
     Români (93,16%)
     Alte etnii (0,85%)
     Necunoscută (6%)
Componența confesională a comunei Maia
     Ortodocși (93,34%)
     Alte religii (0,24%)
     Necunoscută (6,42%)
Conform recensământului efectuat în 2021, populația comunei Maia se ridică la 1.651 de locuitori, în scădere față de recensământul anterior din 2011, când fuseseră înregistrați 1.847 de locuitori. Majoritatea locuitorilor sunt români (93,16%), iar pentru 6% nu se cunoaște apartenența etnică. Din punct de vedere confesional, majoritatea locuitorilor sunt ortodocși (93,34%), iar pentru 6,42% nu se cunoaște apartenența confesională.

## Politică și administrație
Comuna Maia este administrată de un primar și un consiliu local compus din 11 consilieri. Primarul, Sorin Niculae[*], de la Partidul Social Democrat, este în funcție din octombrie 2020. Începând cu alegerile locale din 2024, consiliul local are următoarea componență pe partide politice:
|  | Partid                    | Consilieri | Componența Consiliului | Componența Consiliului | Componența Consiliului | Componența Consiliului | Componența Consiliului | Componența Consiliului | Componența Consiliului | Componența Consiliului | Componența Consiliului | Componența Consiliului |
|  | ------------------------- | ---------- | ---------------------- | ---------------------- | ---------------------- | ---------------------- | ---------------------- | ---------------------- | ---------------------- | ---------------------- | ---------------------- | ---------------------- |
|  | Partidul Social Democrat  | 10         |                        |                        |                        |                        |                        |                        |                        |                        |                        |                        |
|  | Partidul Național Liberal | 1          |                        |                        |                        |                        |                        |                        |                        |                        |                        |                        |

## Istorie
La sfârșitul secolului al XIX-lea, comuna făcea parte din plasa Mostiștea a județului Ilfov, și era formată doar din satul de reședință, cu 1175 de locuitori ce trăiau în 267 de case. În comună funcționau două biserici, o școală de băieți cu 22 de elevi, o școală de fete cu 10 eleve și un institut de fete înființat de soția lui Barbu Catargiu. Anuarul Socec din 1925 o consemnează în plasa Fierbinți a aceluiași județ, având o populație de 1500 de locuitori.
În 1950, comuna a trecut la raionul Căciulați, și apoi (după 1952) la raionul Snagov și (după 1960) la raionul Urziceni, toate în regiunea București. În 1968, comuna Maia a revenit la județul Ilfov, dar a fost imediat desființată și inclusă în comuna Brazii. În 1981, în urma unei reorganizări administrative regionale, comuna Brazii (cuprinzând și satul Maia) a trecut la județul Ialomița. Comuna a fost reînființată în anul 2004.

## Monumente istorice
În comuna Maia se află biserica „Sf Nicolae”, datând din 1778 (refăcută în 1862), care conține cavoul lui Barbu Catargiu; ansamblul este monument istoric de arhitectură de interes național.
În rest, în comună mai există două obiective incluse în lista monumentelor istorice din județul Ialomița ca monumente de interes local. Unul este un sit arheologic aflat lângă școală și care conține urmele unei așezări din prerioada culturii La Tène, iar celălalt este clasificat ca monument de arhitectură — este vorba despre ruinele conacului Catargiu, aflat în aceeași zonă ca și biserica menționată mai sus.